# Шубарський сільський округ (Кербулацький район)
Шуба́рський сільський округ (каз. Шұбар ауылдық округі, рос. Шубарский сельский округ) — адміністративна одиниця у складі Кербулацького району Жетисуської області Казахстану. Адміністративний центр — село Шубар.
Населення — 1645 осіб (2021; 2159 у 2009, 2467 у 1999, 2481 у 1989).
Станом на 1989 рік існувала Чкаловська сільська рада (села Аралтобе, Онжас, Чкалово).

## Склад
До складу округу входять такі населені пункти:
| Населений пункт | Населення, осіб (1989) | Населення, осіб (1999) | Населення, осіб (2009) | Населення, осіб (2021) |
| --------------- | ---------------------- | ---------------------- | ---------------------- | ---------------------- |
| Аралтобе, село  | 682                    | 625                    | 604                    | 317                    |
| Онжас, село     | 408                    | 413                    | 404                    | 288                    |
| Шубар, село     | 1391                   | 1429                   | 1151                   | 1040                   |